# Jogos Paralímpicos de Inverno de 1980
Os Jogos Paraolímpicos de Inverno de 1980 foram as 2ªs Paraolimpíadas de Inverno a realizarem-se, de 1 a 7 de Fevereiro de 1980 em Geilo, Noruega. Dezoito países participaram, com 350 atletas. Foi introduzido um desporto de demonstração, a corrida de trenó. Todas as classes de atletas com deficiências locomotoras puderam participar.

## Quadro de Medalhas
| Ordem | País               | Medalha de ouro | Medalha de prata | Medalha de bronze |    |
| ----- | ------------------ | --------------- | ---------------- | ----------------- | -- |
| 1     | Noruega            | 23              | 21               | 10                | 54 |
| 2     | Finlândia          | 15              | 7                | 12                | 34 |
| 3     | Áustria            | 6               | 10               | 6                 | 22 |
| 4     | Suécia             | 5               | 3                | 8                 | 16 |
| 5     | Suíça              | 4               | 2                | 3                 | 9  |
| 6     | Estados Unidos     | 4               | 1                | 1                 | 6  |
| 7     | Alemanha Ocidental | 3               | 5                | 9                 | 17 |
| 8     | Canadá             | 2               | 3                | 1                 | 6  |
| 9     | França             | 1               | 1                | 1                 | 3  |
| 10    | Tchecoslováquia    | 0               | 1                | 0                 | 1  |

## Países participantes
Dezoito países participaram nestes Jogos Paraolímpicos.
| - AUS Austrália - AUT Áustria - CAN Canadá - CEC Checoslováquia - DNK Dinamarca - NOR Noruega - FIN Finlândia - SWE Suécia - CHE Suíça | - USA Estados Unidos - FRA França - FRG Alemanha Ocidental - ITA Itália - JPN Japão - YUG Iugoslávia - NZL Nova Zelândia - GBR Grã-Bretanha - UGA Uganda |